# Dombeya viburnifloropsis
Dombeya viburnifloropsis är en malvaväxtart. Dombeya viburnifloropsis ingår i släktet Dombeya och familjen malvaväxter.

## Underarter
Arten delas in i följande underarter:
- D. v. borealis
- D. v. viburnifloropsis
- D. v. ihosyensis